# Magnolol
Le magnolol ou magnoliol est un composé organique classé parmi les lignanes. On le trouve dans l'écorce de Magnolia officinalis et M. grandiflora. Cette molécule se rencontre en petite quantité dans l'écorce des magniolias, dont les extraits ont été utilisés dans la médecine traditionnelle chinoise et japonaise. En dehors du magnolol, on trouve d'autres lignanes dans les extraits, tels que l'honokiol (un isomère du magnolol).

## Activité biologique
Il est connu pour avoir des effets sur les récepteurs GABAA dans les cellules de rat en culture in vitro, tout comme des propriétés anti-fongiques. Il est connu pour agir comme un agoniste de récepteur activé par les proliférateurs de peroxysomes gamma, récepteur nucléaire qui est la cible dans le traitement du diabète de type 2. Le magnolol inhibe l'activité ostéoclastique et stimule l'activité ostéoblastique en culture cellulaire et il a été proposé comme un candidat pour contrecarrer l'ostéoporose. Il possède une activité parodontale chez le rat. Des structures analogues ont été étudiées et il s'avère qu'il s'agit de forts modulateurs allostériques de GABAA.
Le magnolol peut également interagir avec les récepteurs cannabinoïdes : c'est un agoniste partiel des récepteurs CB2, avec une moindre affinité pour les récepteurs CB1.